# Соболевский, Станислав-Пётр-Сигизмунд Константинович
Пётр Константинович (Станислав-Пётр-Сигизмунд) Соболевский (7 (19) октября 1868, г. Бяла, Седлецкая губерния, Царство Польское — 4 марта 1949, Москва) — русский и советский учёный-горняк, основоположник изучения геометрии недр в России. Доктор технических наук, профессор.

## Биография
Родился в городе Бяла Седлецкой губернии Царства Польского (ныне — г. Бяла-Подляска Люблинского воеводства). Активно использовались два имени из трёх, сам он назывался обычно Петром, но дети записывались по отчеству как Станиславовичи.
В 1898 году окончил петербургский Горный институт по маркшейдерской специальности и астрономо-геодезическим наукам. После окончания Горного института работал на Донбассе, в 1899 году был приглашён в только что открывшееся в Екатеринославе Высшее горное училище в качестве преподавателя маркшейдерского искусства и геодезии. Одновременно продолжал практическую деятельность в качестве заведующего различными горнозаводскими работами, а затем и в качестве управляющего Троицким рудником Харцизско-Донецкого Горнопромышленного товарищества. В Екатеринославском горном училище пробыл до 1903 года, там впервые ввёл впервые в русскую высшую школу курс практической магнитометрии (в 1901/1902 учебном году), положив начало специальным лабораториям — геодезической, маркшейдерской и магнитометрической, которых в российских вузах до этого не было.
В 1903 году получил приглашение на аналогичную кафедру в Томский технологический институт, где проработал до 1920 года с небольшим перерывом в 1917 году, когда был уволен по распоряжению Временного правительства, после падения Временного правительства вернулся в институт. В Томске Соболевский впервые в русской высшей горной школе организовал в 1903/1904 учебном году маркшейдерскую специальность на горном отделении, положив начало высшему маркшейдерскому образованию в стране. Кроме того, ему принадлежит приоритет в организации первой геодезической и маркшейдерской лаборатории с отделениями — астрономическим, картографическим, фотограмметрическим. Инициатор проведения I Общесибирского съезда работников по маркшейдерскому делу (Томск, 1925).
С 1920 по 1933 год — на Урале, работал в Уральском университете, а затем в политехническом и горном институтах. В Уральском (Свердловском) горном институте создал маркшейдерскую специальность и лабораторию по геодезическим методам разведки. В 1928 г. на базе этой лаборатории был создан Научно-исследовательский институт геофизических методов разведки и горной геометрии (с 1933 года — уральского отделение ЦНИГРИ). В 1927 году — декан горного факультета. Также Соболевским была создана первая на Урале служба времени, которая снабжала точными данными предприятия и население. В 1926 году на Первом Всесоюзном горнотехническом съезде он доложил первые результаты по геометризации месторождений Уральского угольного бассейна.
С 1933 года — профессор Московского геологоразведочного, а с 1939 года — Московского горного институтов (ныне — Горный институт НИТУ «МИСиС»), где до своей смерти в 1949 году руководил маркшейдерской специальностью.
В 1936 года без защиты диссертации Соболевскому была присвоена степень доктора технических наук.
Скончался 4 марта 1949 года, похоронен в Москве на Введенском кладбище (участок № 19).

## Научная и педагогическая деятельность
Разработал методику горной геометрии месторождений полезных ископаемых, предложил методы подсчёта запасов полезных ископаемых, измерения глубины шахтного ствола. Им был по-новому поставлен вопрос о смещениях и дана наиболее простая их классификация. Разработал маркшейдерские приборы: деформограф, стереоавтограф, воздушный анероид и другие.
Под руководством Соболевского созданы основы комплексной методики геофизических методов разведки месторождений каменного угля, нефти и других полезных ископаемых.
Основные труды посвящены вопросам геодезии, маркшейдерии и маркшейдерского образования, геофизики, разработке теоретических основ новой научной дисциплины — геометрии и геометризации месторождений, методов подсчета запасов полезных ископаемых; созданию измерительных приборов. Автор 41 печатной работы и 6 изобретений. Его работы по теоретическим основам геометрии и геометризации недр имели большое научно-практическое значение, они стали основой для ряда новых научных дисциплин. Ряд его работ издан Международной ассоциацией математической геологии за рубежом.

## Семья
Был дважды женат. Первая жена — англичанка, танцовщица, дочь сотрудника Пулковской обсерватории Малгорджата (Маргарита) Рудольфовна Сток. От этого брака — сын Юрий, кадровый офицер, служил в колчаковской армии, расстрелян красными. От второго брака, с Ольгой Мартыновной Соболевской (1879—1947) — трое детей. Дочь Ольга Станиславовна (1900—1994), оперная певица и ученица К. С. Станиславского, средний сын Пётр Станиславович (1904—1977) — популярный советский киноактёр, младший сын Константин Станиславович, художник-график, репрессирован, расстрелян в 1937.

## Признание
Ордена Святого Станислава 2 степени (1917) и 3 степени (1905), медаль «В память 300-летия Дома Романовых». В советский период был награждён двумя орденами «Знак Почёта» и тремя медалями.